# Cholzun
Il Cholzun (in russo Холзун?; in kazako Қоржынта́у?) è una catena montuosa nella parte occidentale dei monti Altaj, nella Siberia meridionale. La catena corre lungo il confine tra la Repubblica dell'Altaj (Russia) e la Regione del Kazakistan Orientale (Kazakistan).

## Geografia
La catena montuosa ha una lunghezza di circa 100 km, il punto più alto è il monte Linejskij Belok, 2 598 m.
Il Cholzun, che si trova a sud-est dei monti Koksuiskij, è uno spartiacque tra il fiume Koksa (a nord) e gli affluenti di destra del Buchtarma (a sud). Il fiume Chajdun che costituisce la parte superiore del Koksa scende dalla parte occidentale del Cholzun.
Le montagne sono composte principalmente da rocce metamorfiche con intrusione di graniti. Sulle pendici fino a un'altezza di 2 000-2 100 m la vegetazione è quella di una taiga caducifoglia, ad altezze superiori, ci sono prati subalpini e tundra di montagna.